# Алзан
Алзан (фр. Alzen) насеље је и општина у јужној Француској у региону Миди Пирене, у департману Арјеж која припада префектури Фоа.
По подацима из 2011. године у општини је живело 226 становника, а густина насељености је износила 12,65 становника/km². Општина се простире на површини од 17,87 km². Налази се на средњој надморској висини од 650 метара (максималној 1.173 m, а минималној 430 m).

## Демографија
| 1962. | 1968. | 1975. | 1982. | 1990. | 1999. | 2011. |
| ----- | ----- | ----- | ----- | ----- | ----- | ----- |
| 124   | 83    | 63    | 81    | 113   | 163   | 226   |

График промене броја становника у току последњих година